# Gościejów

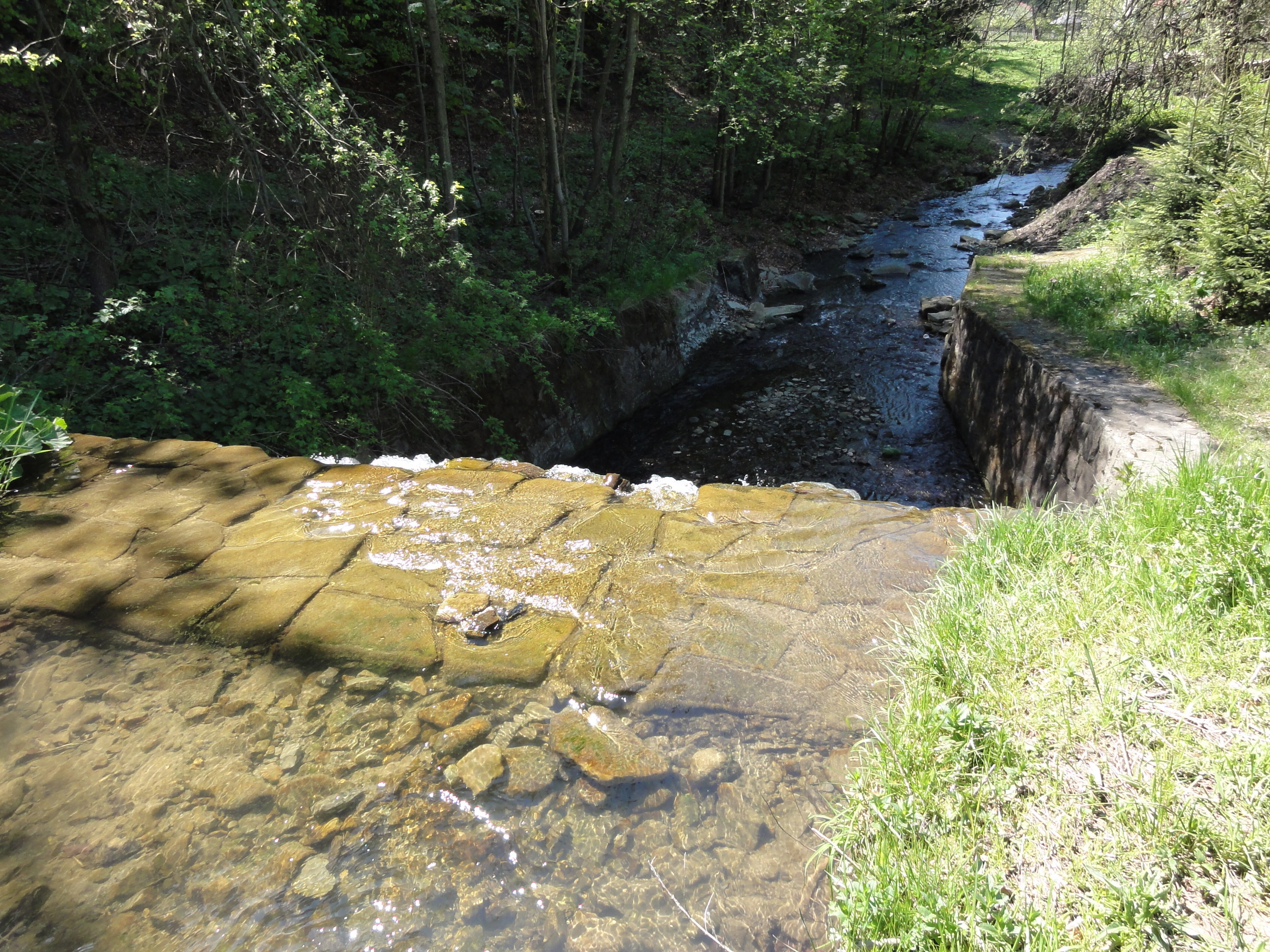
Blick vom Wasserfall

Die Gościejów ist ein rechter Zufluss der Weichsel in den Schlesischen Beskiden von 4,3 Kilometern Länge. Der Fluss entspringt an den westlichen Hängen des gleichnamigen Bergs und fließt nach Osten. Er durchfließt den Ortsteil Nowa Osada von Wisła, bevor er in die Weichsel mündet.